# Sa mère (Marquet)
Sa mère est un tableau réalisé par Albert Marquet vers 1905-1906. Ce portrait représente sa mère vêtue de rouge, cousant assise sur une chaise avec un chat dormant sur ses genoux.
Ce pastel sur papier est conservé au musée des Beaux-Arts de Bordeaux.